# Szepesi vár
A szepesi vár (szlovákul: Spišský hrad, németül: Zipser Burg), 4 hektáros (41 426 m²) kiterjedésével Közép-Európa egyik legnagyobb vára. A vár és a társított kulturális emlékművei (Szepeshely, Szepesváralja, Zsigra) együttesen a világörökség részei.

## Fekvése
Lőcsétől 15 km-re keletre áll Szepesváralja város mellett. 634 m magasan, a környék fölé mintegy 200 méterrel magasodó mészkősziklára épült.

## Története

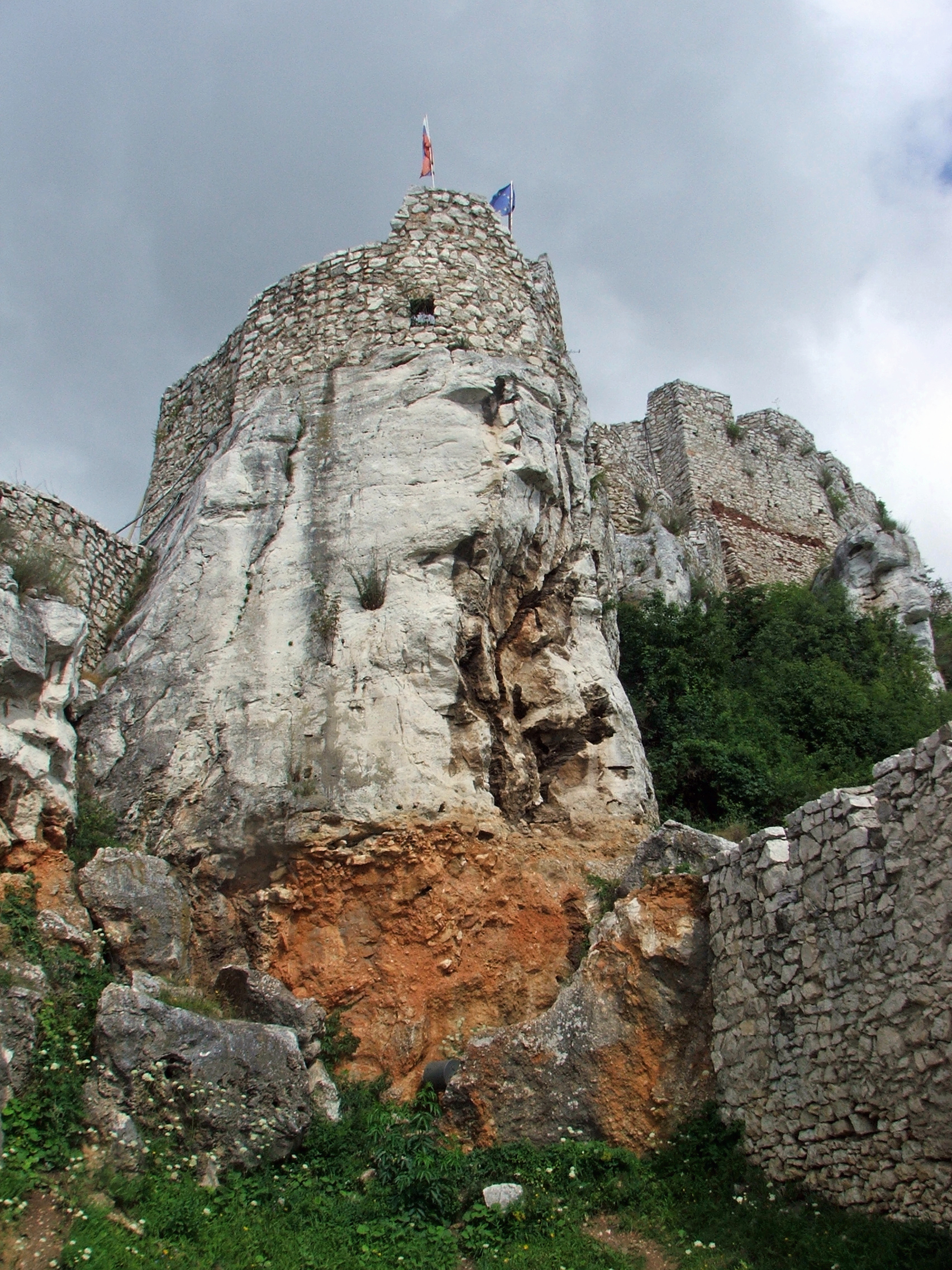
A várat sziklára építették

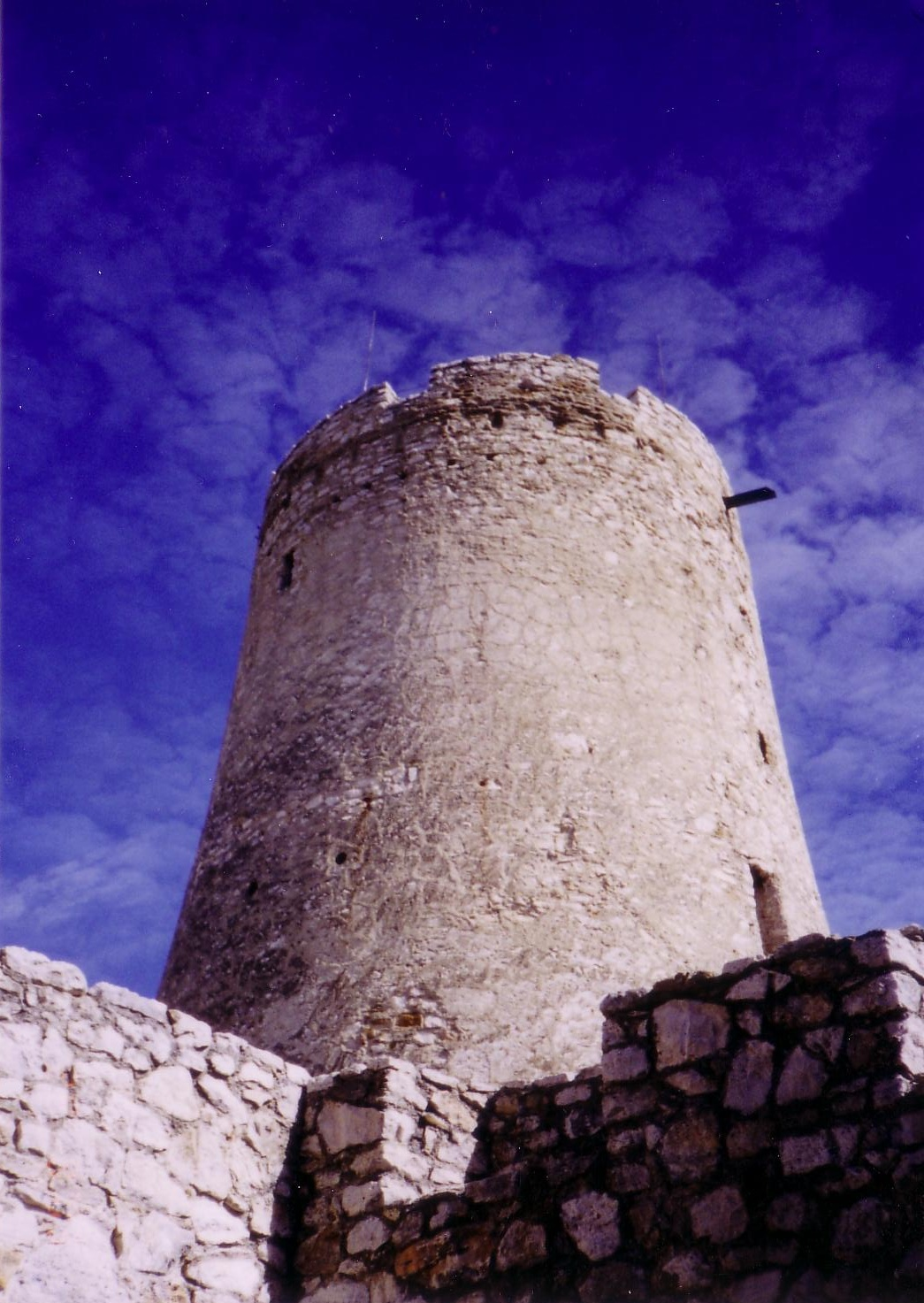
A donjon

### Kialakulása
A sziklát már az i. e. 5. évezred óta lakták. Az i. e. 1. század és a 2. század között a puhói kultúra (púchovi kultúra) idején nagy erődöt építettek itt a kelták. Ennek udvarán a lakóházakat, gazdasági és kultikus építményeket kőutakat kötötték össze. Az erőd falait a régészek feltárták, a várudvaron felismerhetők. Az erőd megsemmisülése után utódját a szomszéd dombon, a Drevenyiken építették fel. A mai szepesi várat ennek a másik erődnek a megsemmisülése után kezdték építeni. Legrégibb része a 11-12. században épített kör alakú lakótorony a sziklába vájt, téglalap alakú ciszternával. A környező védőfalat a 13. század első felében földrengés döntötte le. A 13. század első harmadában építették a mai kör alakú lakótornyot, a várudvar közepén a öregtornyot, az északi oldalon álló nagy, háromszög alakú román stílusú palotát és a felső vár további részeit. Ezek az architektúra fő elemeiként meghatározták a komplexum további fejlesztését.

### Virágkora

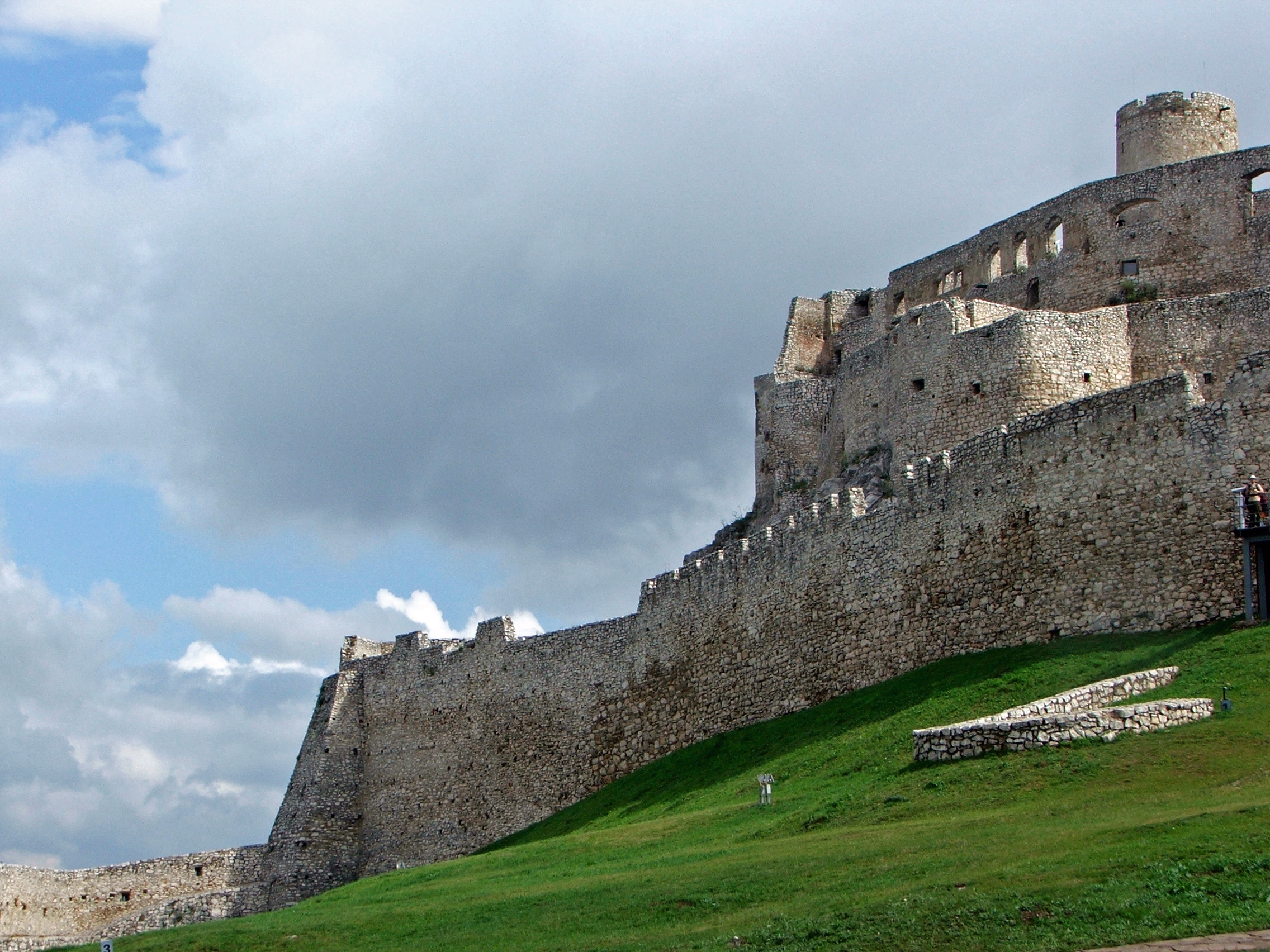
A román stílusú elővár

A tatárjárás után IV. Béla szorgalmazta a várépítéseket, ezért a szepesi vár területén 1249. szeptember 19-én a szepesi püspöknek egy területet ajándékozott, ahol saját költségén felépíttethetett egy tornyot és egy palotát. Ez az adománylevél a szepesi vár első írásos említése. Ekkor emelték a helytartói palotát, az első, az eredeti várhoz hozzáépített épületet. A prépost megépítette még a külső várudvart a tornyos bejárattal, lakóépülettel és külső várfallal, de a század végén a közeli szepesi káptalanba költözött. Ezután két jelentős közigazgatási központ működött: az egyházi jellegű káptalan és a világi jellegű vár. A vár Szepes vármegye központjává vált, a szepesi ispán székhelye lett; gyakran jelentős személyiségek lakták. A 13. század második felében a vár körül számos csatát vívtak. 1275-ben a király ellen fellázadt Roland comes (szepesi ispán) foglalta el. Ezután Kun Erzsébeté, IV. (Kun) László király anyjáé volt. A vár birtoklásáért a 14. század első felében is harc folyt. 1304-ben Károly Róbert hívei foglalták el Vencel híveitől. 1307-ben rövid időre a csehek szállták meg. 1312-ben Csák Máté akarta elfoglalni, de a védők megvédték. A 14. század utolsó harmadában, Nagy Lajos uralkodása alatt a régi alap mellett a nyugati oldalon új várudvart alakítottak ki — ez a mai „középső várudvar” (150 méter hosszú és 60 méter széles).

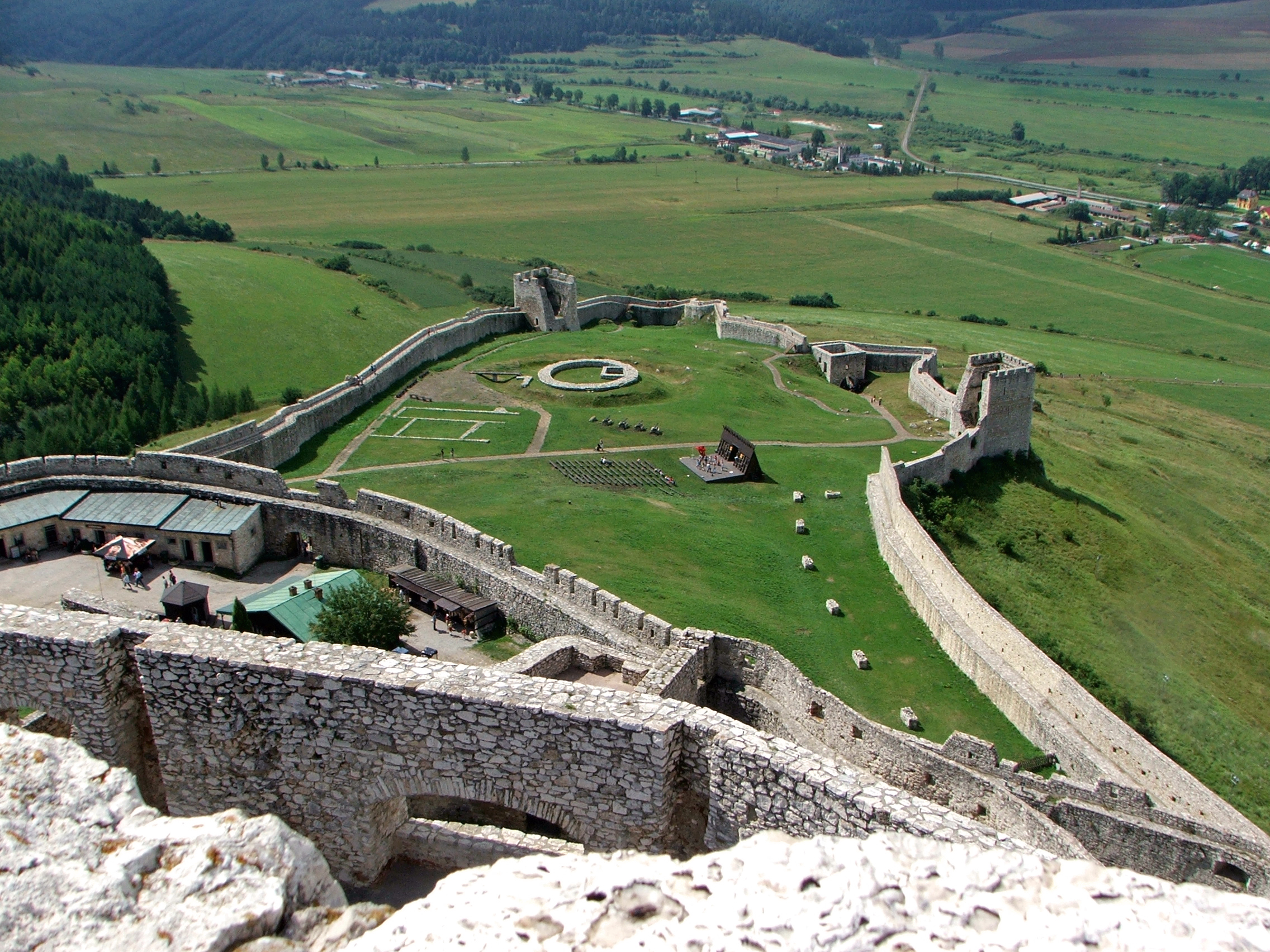
A vár alsó udvara, középen Giskra tornyának kerek maradványával

Az alsó várudvart Zsigmond király halála után lánya, Erzsébet királyné építette, miután 1443-ban szolgálatába fogadta a huszita Giskra Jánost, aki seregével széles körű építkezésbe fogott. Első munkája a vár alatti lejtőn a kör alakú erődítmény volt önmaga számára, mely körül tábort vert a sereg, ezután került sor a várudvar kiépítésére. A vár fokozatosan nyerte el mai formáját és kiterjedését. Két őrtornyot és széles járdájú várfalat emeltek, ezek nagy mértékben megnövelték a várkiterjedését (285 méter hosszú, 115 méter széles). Giskra János ebben a várban védte a kiskorú utószülött László király érdekeit. A vár történetében jelentős volt az 1464-es év, amikor a mindeddig királyi várat és a szepesi ispán örökletes címét az uralkodó, Mátyás király Szapolyai Imre és Szapolyai István főnemeseknek adományozta. Bár a Szapolyai család több mint 70 várat birtokolt, a szepesi várat tartották a családi várnak és ott is székeltek.

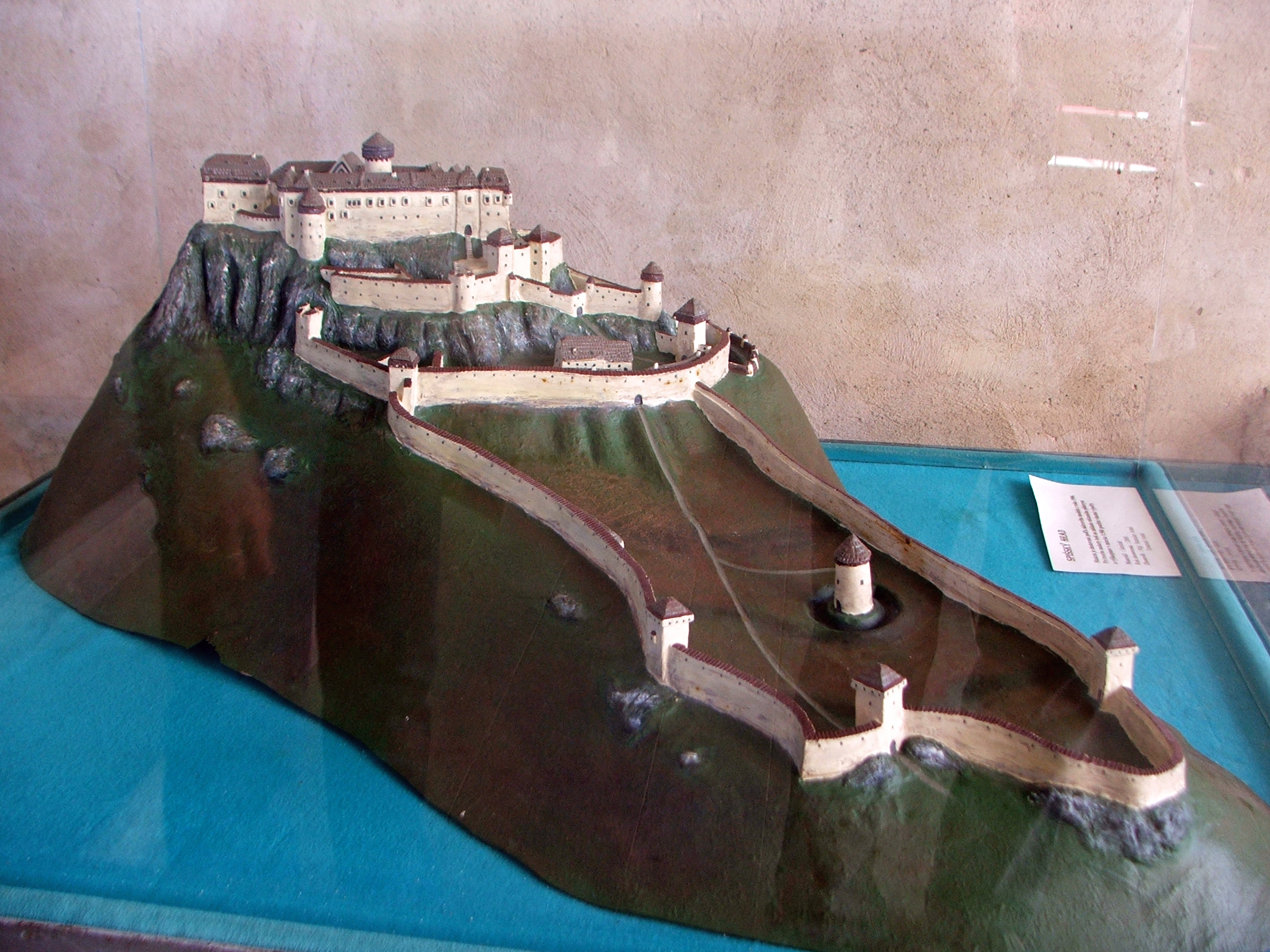
A vár így nézett ki fejlődése csúcspontján

A várat jelentősen korszerűsítették és kiépítették. Egy új késő gótikus, Szent Erzsébetnek szentelt kápolnát építettek, a vártornyot megmagasították és megerősítették, gótikus stílusban átépítették a román stílusú palotát, ebben lovagtermet is létrehoztak. Ugyanazon kőfaragókat alkalmazták, akik a szepeshelyi temetkezési kápolnát építették fel számukra. A várban született a Habsburg-házi királyok előtti utolsó magyar király, Szapolyai János, ő volt egyben a vár utolsó Szapolyai-tulajdonosa is, mert miután elvesztette a harcot a magyar trónért, a várat 1528-ban, kétheti ostrommal bevették a császári seregek. A Habsburgok a várat elkobozták, és hamarosan, már 1531-ben Thurzó Eleknek ajándékozták. A Thurzó család reneszánsz stílusú főúri lakhellyé építették át, főleg a belső tereket alakíttatták át. 1604-ben Bocskai serege sikertelenül ostromolta. Amikor 1636-ban a Thurzó család férfiága kihalt, a várat a Csáky család karddal szerezte meg. Csáky István, a nemzetség szepesi ágának megalapítója szerette volna rangos székhellyé változtatni a várat, ennek érdekében árkádok és átjárók építésével próbálta egyesíteni a felső várudvar körüli hosszú traktusokat. Ez a terve a nehéz megközelíthetőség és a nemesség kényelmi igényeinek növekedése miatt nem valósult meg.

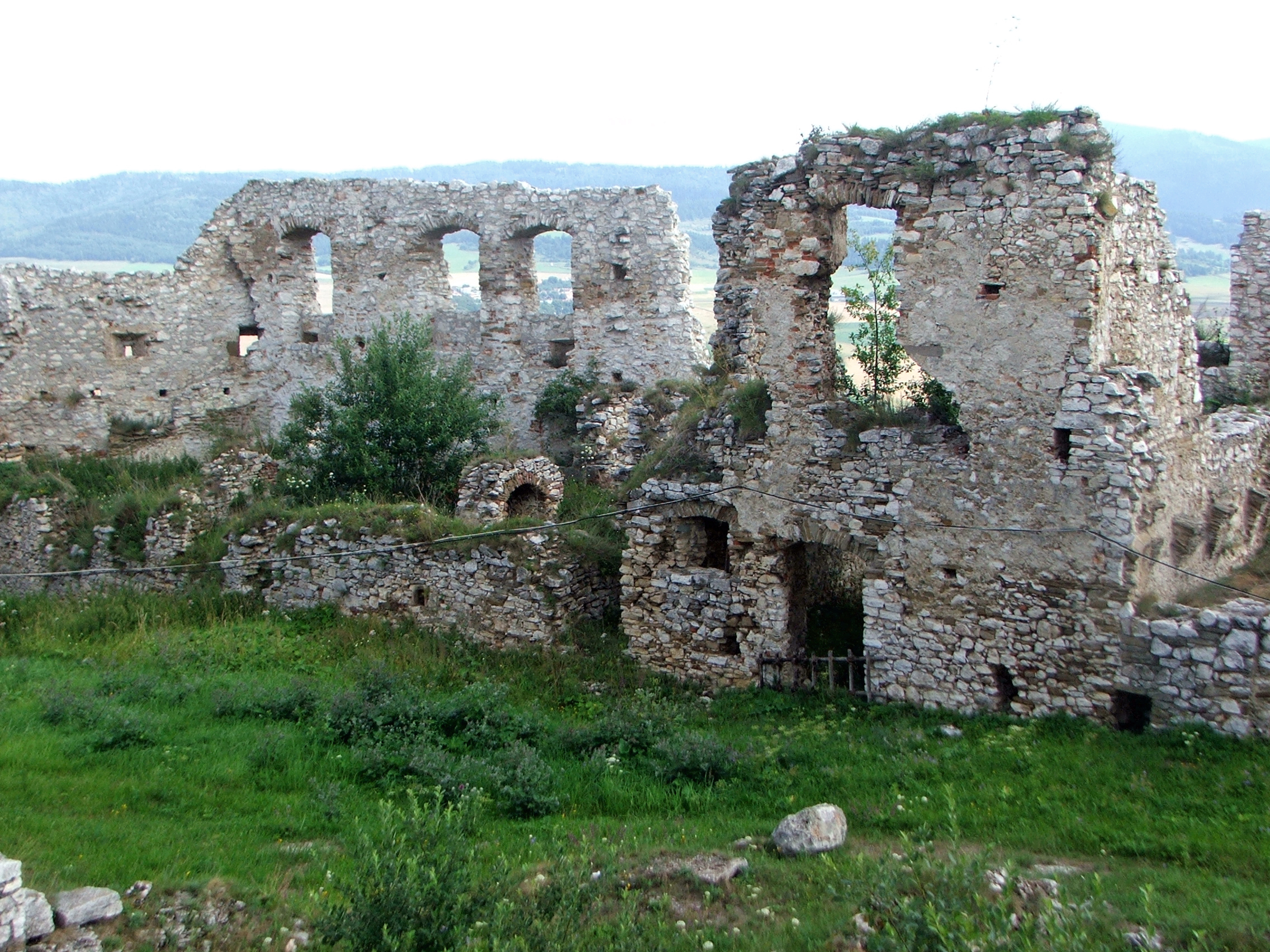
A vár felújításra váró, romos részei

### Romlása

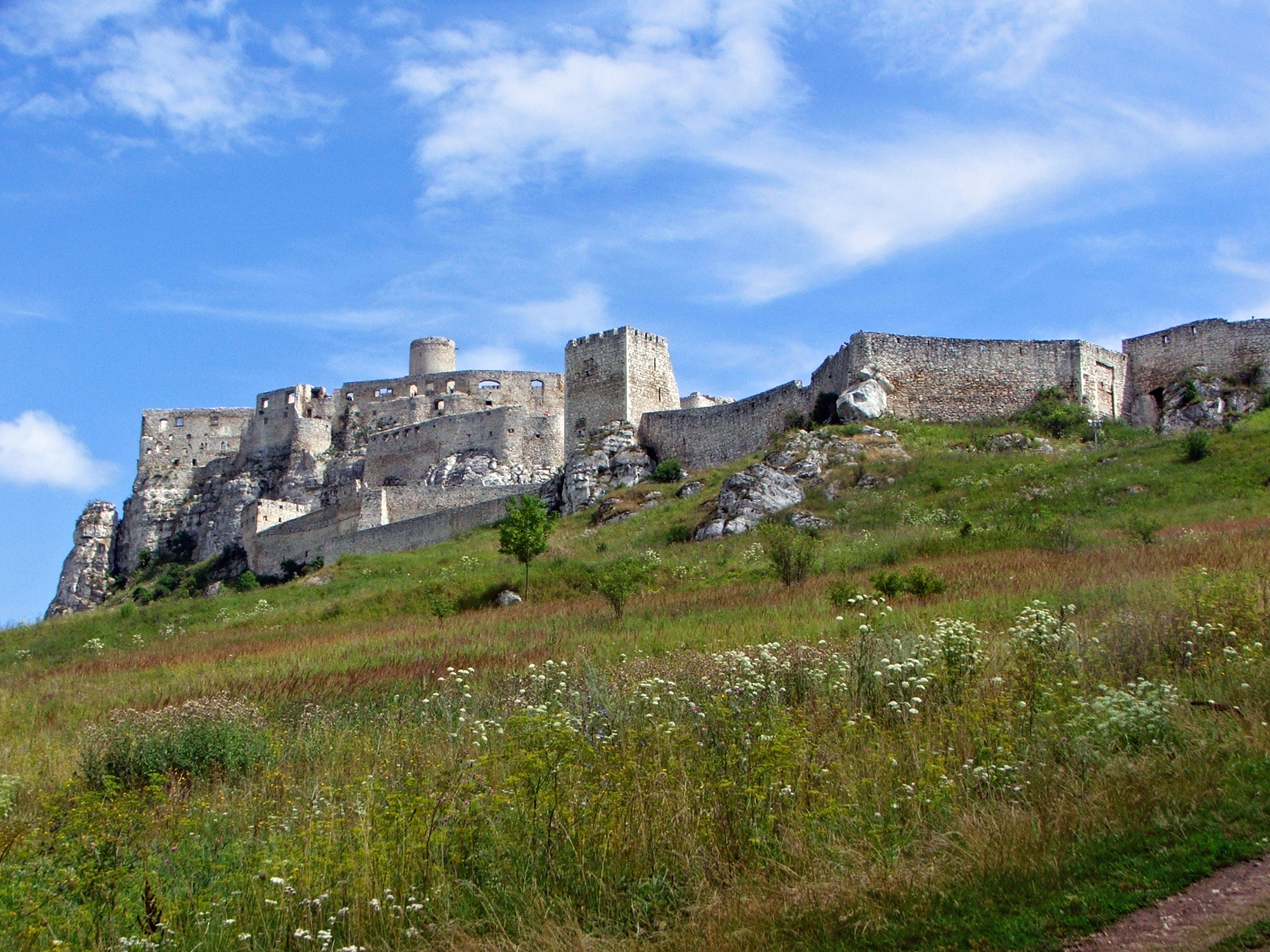
A vár délnyugatról

1703-ban a kurucok csellel foglalták el. Könyöki Józsefnek a középkori várakról 1905-ben megjelent lexikona szerint Szepes várából a kurucok fogságába esett gróf Starhemberg Miksa császári altábornagy úgy menekült el, hogy az árnyékszék nyílásán ereszkedett le a sziklára.
A Csákyak a várat csak a 17. század végéig lakták, mivel már a 18. század elején Hatkócon, később Szepesmindszenten, Kluknón és más helyeken is kényelmes kastélyokat építtettek (e kastélyok építéséhez a vár több épületdíszét is felhasználták). 1707-ben végleg elköltöztek. A várban csak egy kis helyőrség maradt, és a lakatlan komplexum romlásnak indult. 1780-ban a katonák pálinkát főztek a pincében, és az belobbant. A részeg katonák nem tudták eloltani a tüzet, és az egész vár leégett; még a falak is leomlottak. A rom 1948-ig maradt a Csáky család birtokában.

## Napjainkban

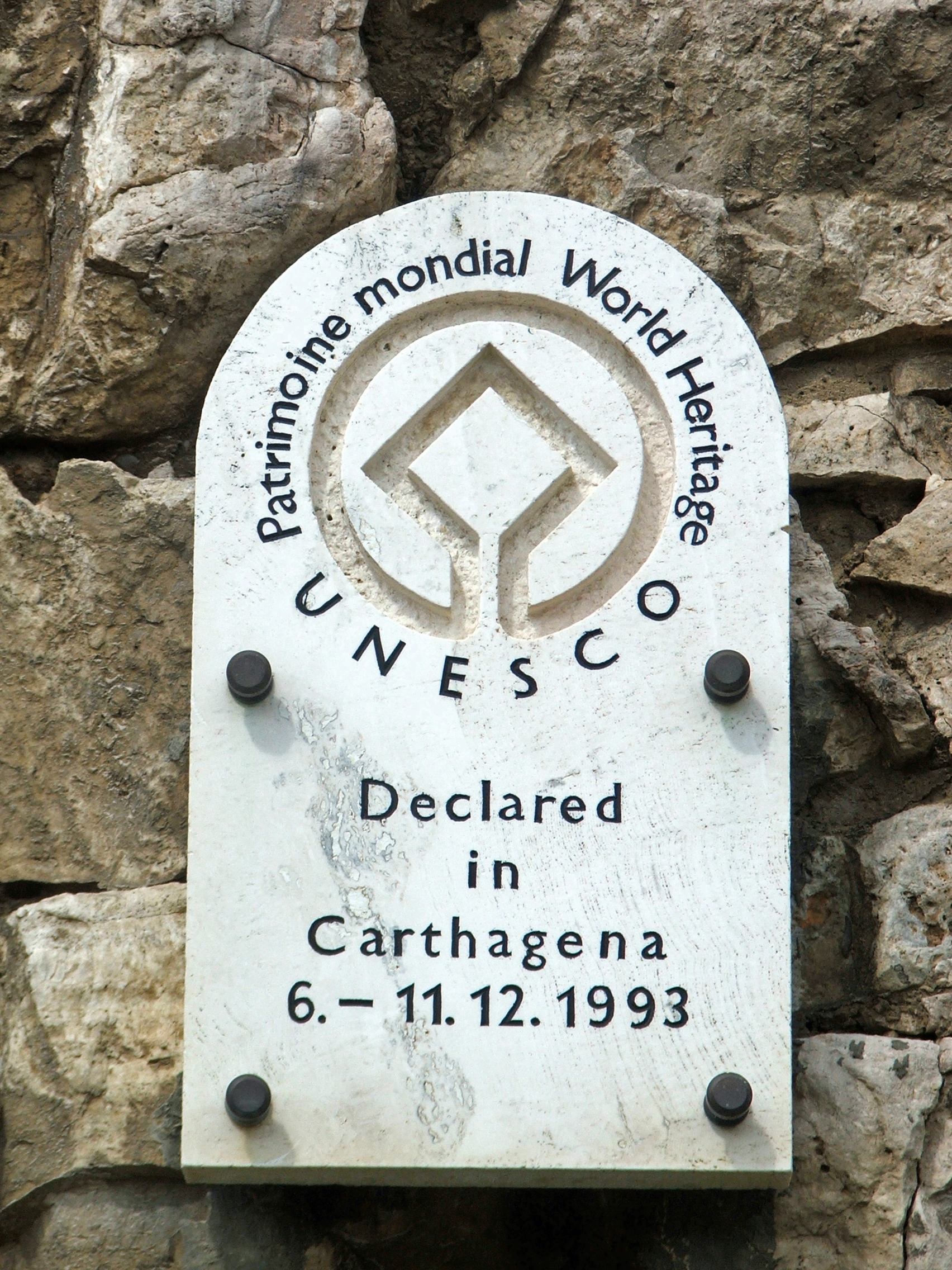
1993 óta a világörökség része

A szepesi várat 1961-ben nyilvánították műemlékké. Újjáépítését és régészeti kutatását 1970-ben kezdték. Az alsó várudvart 1983-ban nyitották meg a nagyközönség számára (büfé, mosdók, információs központ, szuvenírárusok). A vár és környéke 1993-ban került fel az UNESCO világörökség listájára. A Lőcse központú Szepesi Múzeum igazgatása alá tartozik; legszebb része a fellegvár és a háromemeletes, román stílusú palota.
Újjáépített részei a múzeum kiállításainak adnak otthont:
- régészeti leletek,
- fegyvergyűjtemény,
- kínzókamra,
- vártörténeti kiállítás.

A gótikus várkápolnában egyháztörténeti kiállítást rendeztek be.
A toronyból belátjuk a Szepesség nagy részét, jó időben a Magas-Tátra csúcsai is látszanak. A vár környékén kényelmes tanösvény nyolc megállóhelyén ismerkedhetünk a táj természeti és történelmi érdekességeivel.

## Látogatása[2]
Nyitvatartás:
- május–szeptember: naponta 9:00–18:00,
- április, október: 09:00–16:00,
- november: 10:00–15:00,
- december–március: zárva

Belépő:
- felnőtt: 8 euró
- diák: 6 euró (19–16 év között)
- gyerek: 4 euró (6–18 év között)
- 6 év alattiaknak ingyenes
- családi belépő: 19 euró (két felnőtt és két gyerek)

Éjszakai, fáklyás várlátogatás: július-augusztusban, szombatonként 20:30, belépő: 10 euró, diákoknak és 6 év feletti gyerekeknek 8 euró, családi belépő 25 euró.
Parkolás:
- a távolabbi Szepesváralja (Spíšské Podhradie) központjából 2 perc; táblák mutatják az utat,
- ingyenes parkoló: a közelebbi a vár Szepesváraljával ellentétes oldalán, Hatkóc (Hodkovce) falu felé

2006-ban kb. 170 000 turista nézte meg a várat.

### Filmforgatások

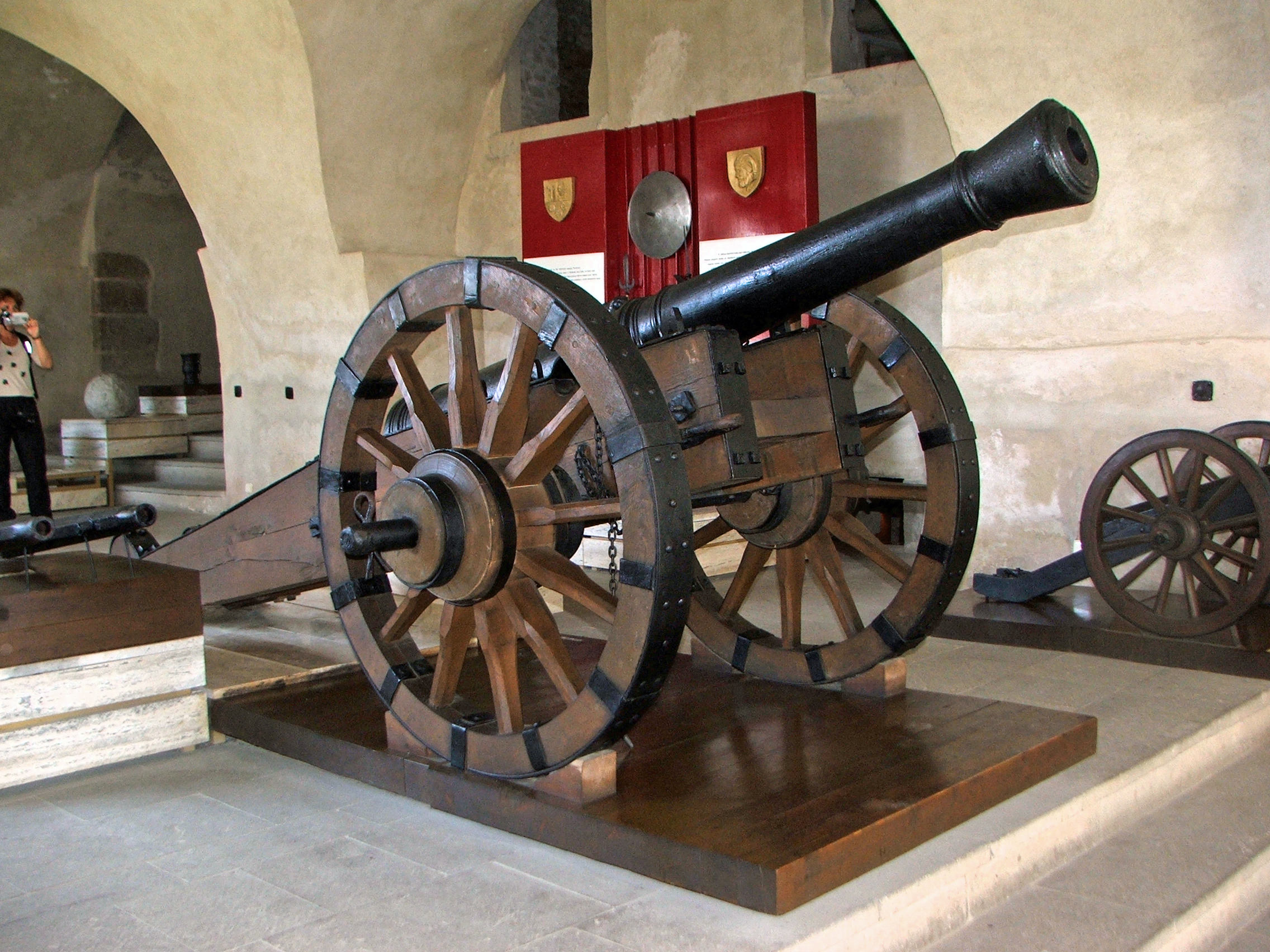
A fegyvergyűjtemény legnagyobb darabja

A várban több filmet forgattak:
- Sárkányszív, 1996
- A hódító, 1997
- Az oroszlán télen, 2003
- The Last Legion, 2006

## Megközelítése
Két fő irányból is lehetséges:
- Nyugati irányból (Lőcse felől) a D1-es autópályán vagy a 18-as számú (E50-es) úton kelet felé haladunk,

1. az 547-es úton Szepesváraljára fordulunk. A falun áthaladva a vár felé fordulunk, át a vasúti síneken, és a temető melletti fizetőparkolóba jutunk. Innen gyalog kell a várdombra felmászni, és körülbelül 35 perc gyaloglás után elérjük az alsó várkaput.
2. Hatkóc felé kanyarodunk, és a vár főbejáratához nagyon közel levő parkolóba érkezünk, ahonnan könnyű, 10 perces sétával a középső várudvarba juthatunk.

## Légi felvételek

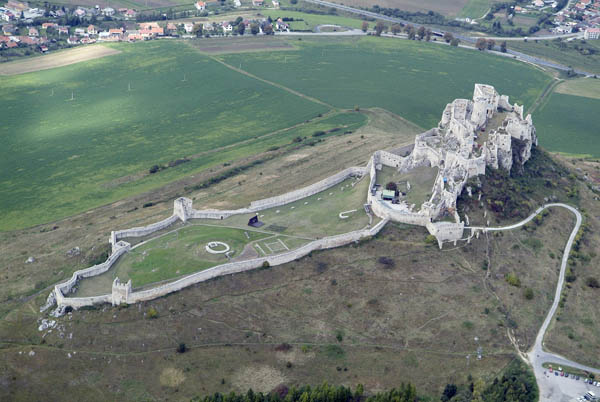
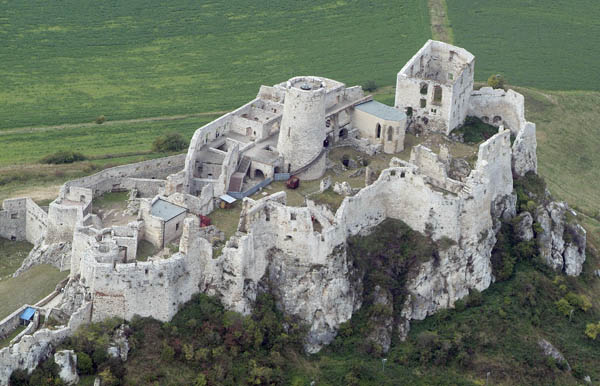
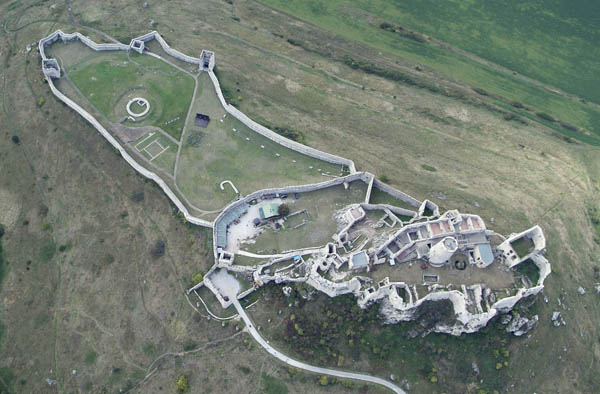
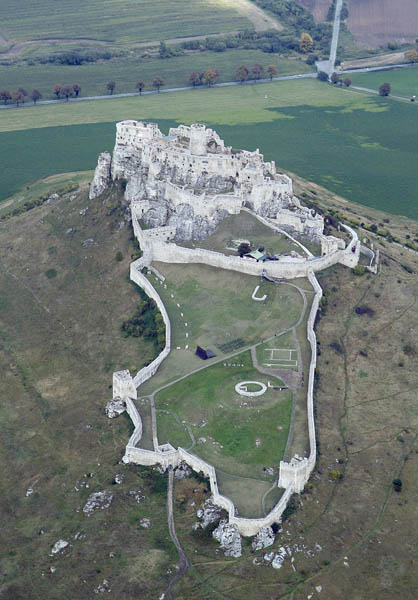